# Claudia Schmitz-Esser
Claudia Schmitz-Esser (* 1983 in Rum, Tirol als Claudia Klingenschmid) ist eine österreichische Autorin und Performance-Künstlerin. Als Autorin publizierte sie unter den Pseudonymen Claudia Klingenschmid und Sissi Schmitz, als Künstlerin übt sie Guerilla Knitting aus.

## Leben
Claudia Schmitz-Esser studierte Psychologie, Theaterwissenschaft und Neuere Deutsche Literatur an der Ludwig-Maximilians-Universität München. Ihre Masterarbeit verfasste sie über Suffragetten im US-amerikanischen Zirkus. Daneben nahm sie Pantomime-, Theater- und Clownerieunterricht und war als Klinikclown tätig.
Inspiriert von der Guerilla-Knitting-Bewegung aus den USA gründete sie 2010 in München gemeinsam mit der Puppenspielerin Ina Hemmelmann das Streetart-Künstlerkollektiv Die Rausfrauen. Ihre Arbeiten nannten sie „Verstrickungen“ und verstanden sie als Hommage an die jahrhundertelang auf den privaten Raum beschränkte Arbeit von Frauen, die damit von jeglicher Form öffentlicher Anerkennung ausgeschlossen war. Als „Hermine“ und „Sissi“ gestalteten sie etwa einmal im Monat Straßen und Plätze um. Mit ihren Installationen aus Wolle, Filz und Stoff wollten sie auf humorvolle Art gegen Geschlechterklischees angehen und an den Wert von Hausfrauentätigkeiten wie Stricken, Nähen und Backen erinnern. Für das Münchner Oktoberfest fertigten sie überdimensionale Bierkrüge aus Filz, auf denen keine Schaumkronen, sondern Hirne aus Wolle saßen. Dazu schrieben sie auf den Asphalt ein Rezept für gebackenes Hirn. Ihre Kunst ist flüchtig, die Werke sind nach wenigen Stunden oder Tagen verschwunden. 2012 waren Die Rausfrauen an der Ausstellung „Nadelwerke“ in der Galerie Handwerk München beteiligt und gestalteten im Rahmen der Langen Nacht der Museen eine Performance.
Unter dem Pseudonym „Claudia Klingenschmid“ erschien 2019 im Piper Verlag ihr Debütroman Parasit ToGo. Die geheimen Wirtschaften eines Urtierchens. ToGo ist die Abkürzung von Toxoplasma gondii. Aus dessen Perspektive erzählt die Autorin, wie sich der Parasit im Nervensystem seiner menschlichen und tierischen Wirte einnistet und sie manipuliert.
Claudia Schmitz-Esser lebt seit 2017 in Graz. Sie ist verheiratet mit dem Historiker Romedio Schmitz-Esser.

## Publikationen
- als Sissi Schmitz mit Ina Hermina: Das Rausfrauenbuch. Eine praktische Einführung in queere Verstrickungen, geschmackvolle Garderobe und kreative Küche. Guerilla-Stricken, -Häkeln & -Nähen für Dran und Draußen. Frechverlag, Stuttgart 2014, ISBN 978-3-7724-7902-1.
- Romedio Schmitz-Esser mit Fotos von Claudia Schmitz-Esser: Palazzo Barbarigo della Terrazza. Das Deutsche Studienzentrum in Venedig (= Schnell-Kunstführer. Nr. 2847), Schnell + Steiner, Regensburg 2015, ISBN 978-3-7954-7015-9.
- als Claudia Klingenschmid: Parasit ToGo – Die geheimen Wirtschaften eines Urtierchens (Roman), Piper, München 2019, ISBN 978-3-492-50209-2.